# 大砂嵐金崇郎
大砂嵐 金崇郎（おおすなあらし きんたろう、1992年2月10日 - ）は、エジプト・ダカリーヤ県出身（出生地はカイロ市）で、大嶽部屋に所属していた元大相撲力士。本名はアブデラフマン・アラー・エルディン・モハメッド・アハメッド・シャーラン。身長189cm、体重160kg。最高位は西前頭筆頭（2015年11月場所）。好物はちゃんこ、エビ、辛いもの。
アフリカ大陸出身者にして初のムスリム（イスラム教徒）の大相撲力士でもあり、日本だけでなく海外からも注目を浴びていた。しかし、自身の不祥事により2018年3月場所前の2018年3月9日に理事会での引退勧告処分を受け、現役を引退した。

## 来歴

### 入門前
1992年、エジプトの首都カイロで生まれる。11歳の頃にボディビルを始め、14歳の時に相撲を初めて知る。それからしばらくした頃、通っていたボディビルジムで体が細い青年と相撲をする。このとき本人すでに120kgで筋骨隆々、相手は65kg。自信満々で臨んだが7番取って全部負けてしまい、「下手投げ、上手投げ、寄り切りが3回、立ち合いの変化が2回」決まり手まで覚えているほど大きなショックを受けた。「片手で倒せると思っていたのに何度やっても勝てなかった。頭、パニックね」と思い知らされたシャーランは見よう見まねで相撲を始め、2008年にエジプト国内の無差別級王者、および世界ジュニア選手権で無差別級3位となり、2011年の世界ジュニア選手権でも重量級で3位となった。

### 来日・入門

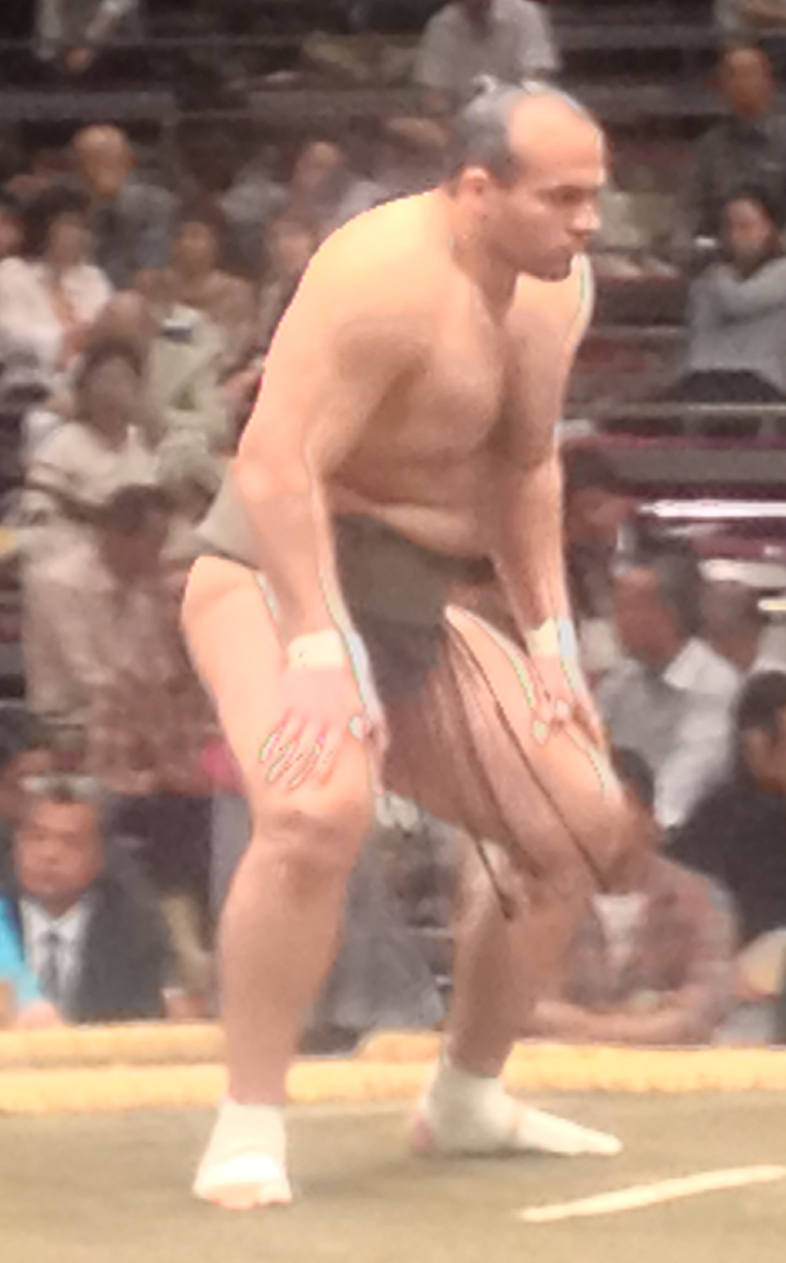
幕下時代(2013年5月場所にて)

カイロ大学で会計学や経営学を学んでいたものの、相撲への情熱を捨て切れず、エジプト革命が起きた2011年8月に休学して来日。6部屋で体験入門するが正式入門はどこでも断られた。7部屋目で大嶽部屋へ入門決定。大嶽親方は「宗教とか外国人とかは関係ない。一人の青年として。見ているうちに最近の若者に見られなくなった熱いものがあった」と語っている。大嶽部屋は、大砂嵐がかつてエジプトから複数の相撲部屋に入門希望の手紙を送った際に、唯一返事が来た部屋でもある。他の部屋からは返事がなく、唯一返事が来た大嶽部屋からの返事も断りの返事だったという。
11月場所（九州場所）から同行。見習として同行した11月場所中は宿舎のトイレ掃除などテストを課せられ、兄弟子達から「ちゃんとやっている。話も通じる」と言われ同行から2ヶ月後に入門を許可された。2012年1月場所前に新弟子検査を受けた後に興行ビザを取得し、日本相撲協会の規定により、翌3月場所（大阪場所）に初土俵を踏んだ。四股名の由来は本名の一部の「シャーラン」に「砂＝シャ」「嵐＝ラン」を当て字にし、大嶽親方（元十両大竜）の四股名「大」の字をもらったというものであり、下の名前の方には「金太郎はクマと相撲をとって勝ったほどだからその強さにあやかりたかった」という願いが込められている。同年の5月場所では7戦全勝で序ノ口優勝。7月場所では蜂窩織炎のため1番相撲から休場していたが、3番相撲から出場した。
元来、大砂嵐は叱られるとなぜそうしたか説明ばかりするので初め大嶽は「口答えをするな」とさらに何度も叱ることが多かったが、エジプト人はすぐには謝らずまず自分の行動を説明するらしい、と後で知り大嶽は文化の違いを理解したという。
その後も順調に番付を上げていき、2013年1月場所では幕下に上がると同時に部屋頭にもなった。1月19日には元横綱・大鵬が急死し、大鵬の孫弟子にあたり当時幕下の地位にあった大砂嵐が「オレの目の届くうちに関取になってほしい」という大鵬の願いをかなえられず涙した様子が報道された。同年5月場所は東幕下7枚目の地位で7戦全勝の幕下優勝を果たし、7月場所では十両に昇進することが発表された。大嶽部屋では現親方となって以来はじめての関取である。

### 関取昇進後
新十両場所ではラマダンを乗り越え、10勝5敗と勝ち越した（#イスラム教徒としても参照）。2013年エジプトクーデターの際に一時エジプトに帰国。角界入り後初の帰国となったが、8月16日に日本に戻った。多数の死者が生じたエジプトの混乱について「力士は政治や宗教に関する意見は言わない方がいい。」としてコメントを控えていたが、『徳光和夫 とくモリ!歌謡サタデー』に出演した際には、平和的解決は非常に難しいと述べた。翌9月場所は直前に大腸炎に見舞われる不調が伝えられたが東十両4枚目で10勝5敗。十両を2場所で通過し、翌11月場所で新入幕（西前頭15枚目）。エジプトからの新入幕は初めて。初土俵から10場所所要での新入幕は、1958年以降初土俵（幕下付け出しは除く）ではスピード単独2位（外国出身力士としては単独1位）。この場所は立ち合いの威力が思うように通用せず7勝8敗と、初土俵以来初めての負け越しを経験した。
翌2014年1月場所は9勝6敗と初の幕内勝ち越しを決め、翌3月場所は初日から7連勝したことで前半では優勝も期待されたが8日目に遠藤に敗れた一番で右脚付け根を負傷。日本相撲協会に「右大腿部内転筋挫傷で約1週間の加療を要する見込み」との診断書を提出して10日目から休場したが12日目から再出場。以降14日目まで3連敗を喫するも千秋楽の豊響戦で勝ち越しを果たした。なお、この場所14日目の北太樹戦で3回の「待った」を記録し、2人は取組後審判部に呼ばれ注意を受けた。この日は他の取り組みでも立合い「待った」があった。5月場所は12日目に勝ち越し、最終的に10勝5敗と二桁勝利を挙げた。翌7月場所は最高位を西前頭3枚目まで更新した。2014年6月30日、大嶽部屋宿舎のある愛知・稲沢市内のレストランで日没後の午後7時半から初の上位総当たり場所を迎えたことによる番付発表会見が始まったが、日中に飲食できないことが考慮され、師匠の大嶽と相談の結果、異例の時間に設定された。断食初日を終えた前夜は、宿舎で牛すじ入りガーリックチャーハン10人前で胃袋を満たした。会見では興奮気味に取り口を話してしまい師匠に窘められるという場面もあった。会見後には24時間ぶりの食事としてチキンカツカレー、ピラフ、唐揚げ、エビフライなど、またも約10人前をたいらげた。この場所では5日目で横綱・鶴竜を掬い投げに破って横綱初挑戦初金星を挙げると、翌6日目に日馬富士も引き落としに破って、史上初となる初金星からの2日連続金星という快挙を達成。これが評価されて、勝ち越せば自身初の三賞となる殊勲賞を受賞することも決定したが、千秋楽の取組で妙義龍に敗れて負け越したため、受賞はできなかった。
2015年は1年間を通じて、皆勤できた場所では全て勝ち越して上位へ上がっては怪我をして休場を繰り返し、三賞や金星の獲得はなかった。11月場所で左膝内側半月板を損傷して途中休場となると、満身創痍の状態で土俵に上がり続けるよりも番付を落としてでも一度しっかりと治すことを決断。同年12月に内視鏡手術に踏み切り、2016年1月場所は自身初の全休となった。十両に陥落した3月場所で復帰すると、まだ万全ではない中で13勝2敗の好成績を挙げて十両優勝をした。西前頭7枚目で迎えた5月場所は前半から好調だったが、後半はやや失速し9勝6敗だった。7月場所は古傷の左膝の状態が悪く、全休（初日は不戦敗）となった。このため、続く9月場所では十両へ陥落した。
2016年、映画『キング・オブ・エジプト』の日本語吹替版に出演。現役力士として初めて洋画吹替を務める。11月24日までに九州場所を9勝して勝ち越しをしていたが、11月25日の九州場所13日目に休場（13日目に取り組みの青狼戦は不戦敗）となった。

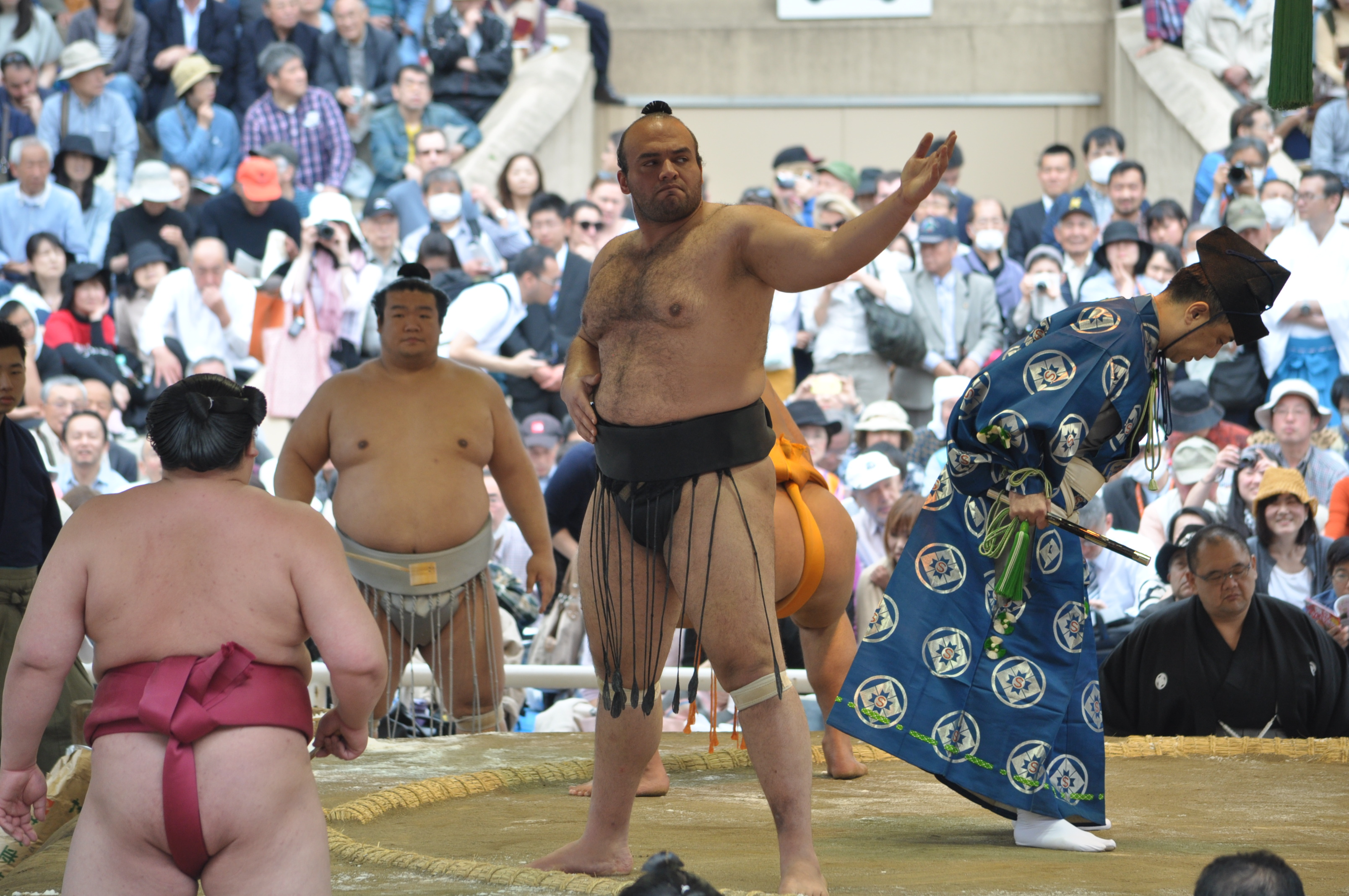
靖国神社奉納大相撲 大砂嵐関の相手は旭大星関（2017年4月17日撮影）

十両6枚目の地位で9勝という微妙な成績ながら、2017年1月場所は幕内に復帰。初日から3連勝したが、3日目の千代大龍戦で勝利した後、自身も土俵下に落ち、足を気にする素振りを見せた。すると4日目以降突如として足の踏ん張りが効かなくなり、ここから11連敗。千秋楽は勝利して連敗を止めたが、前頭16枚目の地位で4勝11敗と不振に陥り十両再降格が決定的となった。東十両7枚目まで番付を下げた3月場所は開幕から好調で一時9勝2敗として優勝争いの単独トップに立ったが、そこから痛恨の3連敗。5敗で6人が並んだ千秋楽は勝利し、10勝5敗として優勝決定巴戦に進出したが、豊響に本割に続いて敗れ優勝は果たせなかった。5月場所は西十両筆頭に番付を上げたが、2勝13敗と精彩を欠いた。新十両昇進以来の低地位となる東十両11枚目の地位で土俵に上がった2017年7月場所は、星取によっては幕下陥落のピンチとなり得たが14日目に勝ち越しを確定、千秋楽は敗れて8勝7敗となった。9月場所は東十両10枚目で迎えた9月場所は9日目終了時点で2勝7敗と幕下陥落も見える星だったが、そこから持ち直して6勝9敗に収めた。11月場所は東十両13枚目の地位で迎えた。序盤は黒星が先行したが、7日目から6連勝で勝ち越しを決めた。11日目の剣翔戦では、立ち合いのかち上げがクリーンヒットする形となり、剣翔が脳震盪を起こすアクシデントもあった。最終的に9勝6敗と勝ち越し。
2018年1月場所は序盤から星が上がらないうえに、後述の自動車事故の件で途中休場し1勝8敗6休となり、28場所守ってきた関取の座を失うこととなった。自動車事故に際して、重婚未遂疑惑が報道され、女性が大砂嵐の不倫相手であると主張する動きも見られた。事故と不倫を受けて、相撲協会は解雇を含めた厳罰を下す方向で処分を協議し始めた。

### 引退
3月9日、相撲協会より引退勧告の処分が下され、即日引退を表明して角界を去った。協会の聴取に「妻が運転していた」などと虚偽の説明をしていたこともあり、退職金30％カットの重罰が下された。大砂嵐の引退後、大嶽は大砂嵐の断髪式を行わないことを明かした。

### 引退後
2018年4月1日（3月31日深夜）放送の『オールスター後夜祭』（TBS）にガチ相撲トーナメント出場者のサプライズ出場者として出演。これが、引退後初のメディア出演となった。既に断髪しており、スキンヘッドに髭を蓄えた姿での出演だった。なお、入場曲はDarudeの『Sandstorm』であった。

### 総合格闘技・RIZIN
2018年5月2日、ガチ相撲トーナメント決勝で対戦したジョシュ・バーネットの指導で総合格闘家に転身し、RIZINに参戦することを公表した。
2018年7月29日に開催されたRIZIN.11において、リング上から9月30日にさいたまスーパーアリーナで行われるRIZIN.13でデビューすることを発表した。
2018年9月30日、RIZIN.13でRIZINデビュー及びに総合格闘技デビュー。ボブ・サップと対戦し、1Rは打撃で優位に立つが2,3Rは劣勢になり、消極的な試合運びからイエローカードを出された結果、3R判定負け。
なお、このときの入場曲は『吹けよ風、呼べよ嵐』であった。
2018年10月26日、RIZINが大砂嵐との契約を解除したことを発表。一部報道で同年4月に無免許運転を行った疑いが発覚。代理人を通じて本人に確認をしたところ、事実関係を認めたことを理由とする。
その後、渡米し、2024年には現地で「コンバット相撲」で活動をしていることを自身のSNSで明らかにした。

## 取り口
立合いのかち上げや相手の胸をめがけての突っ張りを得意手とする一方で、とっさの叩きも見られた。非常に腕力と足腰が強く、がっぷり四つの力は横綱・大関を苦戦させるほどだったが、概して力任せな場面がうかがえた。入門当初の大嶽の評価は「腕力はあるが体が硬く腰が高い。上突っ張りなので下から突けるようになればいい。」と荒削りさを指摘したものであり、新入幕会見では「幕内力士はみんな強い。オレの相撲は80・90％がパワー。幕内の相撲とは全然違う。」と自身の相撲ぶりに対する認識を口にした。
かち上げについては特に2014年7月場所に積極使用したことと顔面目がけて横殴りに見舞うその変則の形から物議をかもしたことがある。以降、立合いのかちあげは基本的に控えていたが、上述の通り2017年11月場所11日目の剣翔戦でもかち上げを行い脳震盪を起こさせた。武蔵川には「自分の形になった方がいいんだけど、相手の形になってから無理をしてるんだ。だからケガしちゃうんだよね。自分の形になるまで時間が掛かってしまうという、この欠点が直れば、きっと三役まで行けるよ」と評されていた。
その荒々しい相撲が仇となり、特に2015年以降は怪我に苦しんだ。2015年1月場所から2016年11月場所まで、皆勤した場所は全て勝ち越したが、怪我をした場所では大敗や全休によって大きく番付を落とすという動きを繰り返した。2016年11月場所前にお笑い芸人を集めて行われた座談会では、好角家として知られるはなわが「腕力だけでいっているからね。基礎からやったとしても、癖が抜けそうもないし。そもそもの持っている癖が原因かもしれないし」と感想を述べていた。

## 主な成績
- 通算成績：238勝178敗53休 勝率.572
- 幕内成績：112勝100敗43休 勝率.528
- 十両成績：84勝72敗9休 勝率.538
- 現役在位：36場所
- 幕内在位：17場所
- 十両在位：11場所
- 各段優勝
  - 十両優勝：1回（2016年3月場所）
  - 幕下優勝：1回（2013年5月場所）
  - 序ノ口優勝：1回（2012年5月場所）

### 三賞：金星
- 金星：3個
  - 日馬富士：2個、鶴竜：1個

| | 一月場所 初場所（東京） | 三月場所 春場所（大阪） | 五月場所 夏場所（東京） | 七月場所 名古屋場所（愛知） | 九月場所 秋場所（東京） | 十一月場所 九州場所（福岡） |
| --- | ----------------------- | ----------------------- | ----------------------- | --------------------------- | ----------------------- | --------------------------- |
| 2012年 （平成24年） | x                       | （前相撲）              | 西序ノ口5枚目 優勝 7–0  | 西序二段8枚目 5–1–1         | 東三段目75枚目 6–1      | 東三段目20枚目 6–1          |
| 2013年 （平成25年） | 東幕下38枚目 5–2        | 東幕下23枚目 6–1        | 東幕下7枚目 優勝 7–0    | 西十両9枚目 10–5            | 東十両4枚目 10–5        | 西前頭15枚目 7–8            |
| 2014年 （平成26年） | 東前頭16枚目 9–6        | 東前頭11枚目 8–6–1      | 東前頭10枚目 10–5       | 西前頭3枚目 7–8 ★           | 西前頭4枚目 7–8         | 西前頭5枚目 4–6–5           |
| 2015年 （平成27年） | 東前頭13枚目 8–7        | 東前頭11枚目 11–4       | 西前頭3枚目 4–4–7       | 西前頭8枚目 11–4            | 東前頭2枚目 8–7         | 西前頭筆頭 5–9–1 ★          |
| 2016年 （平成28年） | 東前頭5枚目 休場 0–0–15 | 東十両筆頭 優勝 13–2    | 西前頭7枚目 9–6         | 東前頭3枚目 休場 0–1–14     | 西十両筆頭 6–8–1        | 東十両6枚目 9–4–2           |
| 2017年 （平成29年） | 東前頭16枚目 4–11       | 東十両7枚目 10–5        | 西十両筆頭 2–13         | 東十両11枚目 8–7            | 東十両10枚目 6–9        | 東十両13枚目 9–6            |
| 2018年 （平成30年） | 西十両8枚目 1–8–6       | 東幕下6枚目 引退 –      | x                       | x                           | x                       | x                           |
| 各欄の数字は、「勝ち-負け-休場」を示す。 優勝 引退 休場 十両 幕下 三賞：敢=敢闘賞、殊=殊勲賞、技=技能賞 その他：★=金星 番付階級：幕内 - 十両 - 幕下 - 三段目 - 序二段 - 序ノ口 幕内序列：横綱 - 大関 - 関脇 - 小結 - 前頭（「#数字」は各位内の序列） |                         |                         |                         |                             |                         |                             |

### 幕内対戦成績
| 力士名   | 勝数 | 負数 | 力士名   | 勝数 | 負数 | 力士名     | 勝数 | 負数 | 力士名   | 勝数 | 負数 |
| -------- | ---- | ---- | -------- | ---- | ---- | ---------- | ---- | ---- | -------- | ---- | ---- |
| 碧山     | 3    | 3    | 安美錦   | 3    | 2    | 阿夢露     | 0    | 1    | 荒鷲     | 1    | 1    |
| 勢       | 0    | 5    | 石浦     | 0    | 1    | 逸ノ城     | 0    | 3(1) | 遠藤     | 4    | 4    |
| 隠岐の海 | 2    | 3(1) | 魁聖     | 0    | 4(1) | 臥牙丸     | 3    | 4    | 輝       | 0    | 1    |
| 鏡桜     | 2    | 0    | 鶴竜     | 1    | 2    | 稀勢の里   | 0    | 5    | 北太樹   | 4    | 1    |
| 旭秀鵬   | 3    | 0    | 旭天鵬   | 1    | 1    | 豪栄道     | 1    | 3    | 琴奨菊   | 0    | 4    |
| 琴勇輝   | 2    | 0    | 佐田の海 | 3    | 2    | 佐田の富士 | 2    | 3    | 里山     | 1    | 0    |
| 常幸龍   | 4    | 0    | 翔天狼   | 0    | 1    | 松鳳山     | 3    | 1    | 蒼国来   | 3    | 1    |
| 大栄翔   | 1    | 0    | 大翔丸   | 0    | 2    | 貴景勝     | 0    | 1    | 貴ノ岩   | 4    | 0    |
| 髙安     | 0    | 3    | 宝富士   | 3    | 0    | 豪風       | 4    | 2    | 玉飛鳥   | 0    | 1    |
| 玉鷲     | 4    | 2    | 千代鳳   | 3    | 4(1) | 千代大龍   | 1    | 1    | 千代皇   | 1    | 0    |
| 千代丸   | 3    | 0    | 照ノ富士 | 0    | 5    | 時天空     | 3    | 0    | 德勝龍   | 5    | 1    |
| 栃煌山   | 2    | 1    | 栃ノ心   | 1    | 2    | 栃乃若     | 1    | 1    | 豊ノ島   | 3    | 1    |
| 豊響     | 2    | 3    | 錦木     | 1    | 1    | 白鵬       | 0    | 4(1) | 日馬富士 | 3(1) | 1    |
| 富士東   | 1    | 0    | 豊真将   | 0    | 1    | 誉富士     | 3    | 0    | 舛ノ山   | 2    | 0    |
| 御嶽海   | 0    | 1    | 妙義龍   | 5    | 2    | 嘉風       | 8    | 1    |          |      |      |

※カッコ内は勝数、負数の中に占める不戦勝、不戦敗の数。

## 改名歴
- 大砂嵐 金太郎（おおすなあらし きんたろう）2012年3月場所 - 2014年9月場所
- 大砂嵐 金崇郎（- きんたろう）2014年11月場所 - 2017年7月場所
- 大砂嵐 金太郎（- きんたろう）2017年9月場所 - 2018年3月場所

## 戦績
| 総合格闘技 戦績 | 総合格闘技 戦績 | 総合格闘技 戦績 | 総合格闘技 戦績 | 総合格闘技 戦績 | 総合格闘技 戦績 | 総合格闘技 戦績 |
| --------------- | --------------- | --------------- | --------------- | --------------- | --------------- | --------------- |
| 1 試合          | (T)KO           | 一本            | 判定            | その他          | 引き分け        | 無効試合        |
| 0 勝            | 0               | 0               | 0               | 0               | 0               | 0               |
| 1 敗            | 0               | 0               | 1               | 0               | 0               | 0               |

| 勝敗 | 対戦相手     | 試合結果          | 大会名   | 開催年月日    |
| ×    | ボブ・サップ | 3分3R終了 判定0-3 | RIZIN.13 | 2018年9月30日 |

## エピソード

### 相撲関連
- 横綱初挑戦となった平成26年7月場所5日目の鶴竜との対戦で見事に勝利し、初土俵から15場所（小錦に次ぐ史上2位）の速さで金星を獲得した（幕下付出を除く）。6日目に日馬富士も破り、栃乃洋以来11年ぶりに2日連続での金星を獲得した。
- 2014年3月場所から初めて大銀杏を結うことになったが、過去に把瑠都がどうしても地毛で大銀杏を結えなかった例[61]と同じように付け毛で間に合わせた[62]。
- ボディビルの経験者であるだけに脂肪を付けるには抵抗があるようであり、師匠から増量を命じられても「今の体がベスト」と譲らないところがあった[63]。
- 怪力には定評があり、146kgの体で片手懸垂ができ、逆立ちで腕立て伏せができる[64]。
- 2014年1月場所から指定懸賞として健康食品会社の「青粒」から毎日5本が掛けられるようになった。平幕力士としてはあまりにも破格といえる待遇であった[65]。
- 2015年1月1日から12月31日までに渡って「金太郎生誕の地」をうたう小山町の観光親善大使を務めることが伝えられた。[66]
- 2016年7月場所中、ホルスの描かれた染め抜きで場所入りした[67]。

### 人物
- 少年期は基本的に自らを「とにかく冒険好きで攻撃的だった」と振り返るようなものであったといい、15歳の時に25人を相手にたった1人で挑んだという武勇伝について「エジプト地図を体中に描いたみたいに傷だらけになっちゃった」と形容していた。幼少期から「歴史をつくりたい」という渇望を変わらず抱く人間であるとも語っており、自身以前にアフリカからもイスラム圏からも力士は出ていないこととその願望が一致したことが入門に深く関係している[6]。
  - 幼少期から活発だったシャーランは7歳で空手を始めた。だが12歳の時に県の空手選手権で侮辱してきた相手選手を殴って骨折させ、道場をやめさせられた。落ち込むシャーランに父は「格闘技は人を傷つけるためのものではない」と言い聞かせたという[68]。
- 風呂好きでも知られており、2013年11月場所3日目に幕内初白星を上げた際には花道を引き揚げるなり国技館内の浴場へ行きそのまま20分近く入浴を続けた[64]。
- 旅行会社が企画したトークショーでは「エジプト人は仕事を後回しにしがちで、私は中でも特に怠け者だと思う」という趣旨の発言を行い、来日したときに日本語教材を十数冊受け取った件についても「怠け者のエジプト人なので、1回も開いていないです」と日本語の勉強はほとんどしていないことを自認した[69]。2014年5月5日の朝日新聞に掲載された大嶽のインタビューで「Skypeでエジプトの友人とばかり話しているから日本語が上達しない」と苦言を呈されたこともある。
- 2016年6月にエジプト人女性と結婚した。
- FacebookとTwitterを利用している。
- 千代丸とは仲が良く、自身のTwitterに千代丸とじゃれ合う写真が投稿されたこともある[70]。

## 不祥事
- 2018年1月3日に長野県下高井郡山ノ内町で発生した追突事故に関して「本人と妻を警察が取り調べた」[71]とNHKが報じるが、本人は「運転はしていなかった」と話し、相撲協会や大嶽親方に報告しなかった非を認め、初場所を9日目の1月22日から休場[72]した。
  - 発覚した当初は警察の取り調べに「運転は同乗の妻がしており自身はしていない」と否定して相撲協会の事情聴取に「運転はしていなかった」と説明したが、その後警察に「自分が運転した」と認めた。道路交通法の無免許運転などの容疑で、本人の運転を裏付ける防犯カメラ映像などの証拠と、有効な国際運転免許証の所持を、長野県警中野署が捜査していたが、国際免許証は失効しており、運転は大砂嵐が行っていたことが発覚[73]した。2月7日に長野県警が大砂嵐を道路交通法違反（無免許運転）の疑いで書類送検した[74]。2月16日に長野区検は大砂嵐を略式起訴し、長野簡裁は同日、罰金50万円の略式命令を出し即日納付された[75]。

## イスラム教徒として
ムスリム（イスラム教徒）が大相撲力士になる場合、以下の4点が主な課題となる。
- 豚肉やその副産物、アルコールを含む食品を食べられない（食のタブー・ハラール）
- 1日5回の礼拝（サラート）
- 腰から膝までを他人にみせてはいけない。
- ラマダーン（ヒジュラ暦9月）における日中時間帯の断食[76]

こうした点に関して、大砂嵐および大嶽部屋は、必要に応じて食事を別々にしたり、「こうした課題もトレーニングの一部」と考える本人の努力によって両立させる方針であり、2012年の7月場所では実際に場所中にラマダンを迎えたが、日没後に豚肉・アルコール類抜きのちゃんこ鍋を食べるなどの工夫で乗り切り、勝ち越した。2013年の7月場所では4日目（7月9日）から12日間がラマダンと重なるなか、12日目に勝ち越しを決め、最終的に10勝5敗の成績を挙げた。本人は「成績は良くない。15日全部勝つつもりだった。ラマダンは大丈夫でした」と発言した。この年はラマダン中に体重が7㎏も減少した。
本場所以外でも巡業においてラマダンの影響を受けて苦労することもあり、たとえラマダンが本場所のない時期でも大砂嵐はラマダンの苦労を避けられない運命にある。ラマダンの時期の大砂嵐は日中水分補給ができない代わりに大嶽が様子を見つつこまめにホースで水をかけて後頭部やわきの下などリンパ節を冷やしたこともあったが、体が冷えて稽古にならないのでやめたという。

## 主な出演

### テレビ
- おかあさんといっしょ（NHK Eテレ、2013年8月8日、夏休みの特別企画のコーナー「大砂嵐といっしょ」） - 相撲部屋での稽古の様子など
- スモウスピリット～エジプト人力士 大砂嵐～（NHK BS1、2014年11月24日） - 来日直後から密着取材。幕内での初の勝ち越しまでの足跡をインタビューを交えて振り返る。
- 日立 世界・ふしぎ発見! 古代エジプトにがぶり寄り!大砂嵐と挑むスポーツ王国の秘密 (TBS、2016年10月1日） - エジプト初の大相撲力士、大砂嵐と行くエジプト!相撲のルーツが古代エジプトにあった!?ファラオ専用!世界最古のスタジアム。最新医療が暴く、ツタンカーメンの死の真相

#### 引退後 テレビ出演
- オールスター後夜祭2018（2018年4月1日、TBS）- ガチ相撲トーナメント出場者。結果、優勝。

### 映画
- キング・オブ・エジプト（2016年9月9日、日本語吹替版） - スフィンクス 役 [29]

### 試合映像
1. ↑  『【試合映像】大砂嵐 vs. ボブ・サップ / Osunaarashi vs. Bob Sapp - RIZIN.13』RIZIN公式YouTubeチャンネル、2018年。